# 五裂槭
五裂槭（学名：Acer oliverianum ssp. oliverianum）为槭树科槭属下的一个亚种。